# React Native
React Native — фреймворк інтерфейсу користувача з відкритим кодом, створений Meta Platforms, Inc. Він використовується для розробки програм для Android,   Android TV,  iOS,  macOS,  tvOS,  Web,  Windows  і UWP  дозволяючи розробникам використовувати фреймворк React разом із нативними можливостями платформи. Також використовується для розробки програм віртуальної реальності в Oculus.

## Історія
У 2012 році Марк Цукерберг прокоментував: «Найбільша помилка, яку ми припустили як компанія, — це занадто багато ставок на HTML, а не нативний».   Використання HTML5 для мобільної версії Facebook призвело до нестабільної роботи програми, яка повільно отримувала дані.  Він пообіцяв, що Facebook незабаром забезпечить кращий мобільний досвід.
У Facebook Джордан Волке знайшов спосіб генерувати елементи інтерфейсу користувача для iOS із фонового потоку JavaScript, який став основою для веб-фреймворку React. Вони вирішили організувати внутрішній хакатон, щоб удосконалити цей прототип, щоб мати можливість створювати нативні програми за допомогою цієї технології. 
У 2015 році, після місяців розробки, Facebook випустив першу версію для конфігурації React JavaScript. Під час технічної розмови  Крістофер   Шедо пояснив, що Facebook уже використовує React Native у виробництві для своїх групових додатків і додатків Ads Manager. 

## Реалізація
Принципи роботи React Native практично ідентичні React, за винятком того, що React Native не використовує DOM через Virtual DOM. Працює у фоновому режимі (який інтерпретує JavaScript, написаний розробниками) безпосередньо на кінцевому пристрої та спілкується з рідною платформою через серіалізовані дані через асинхронний і пакетний міст.  
Компоненти React обгортають існуючий нативний код і взаємодіють із нативними API через декларативну парадигму інтерфейсу React і JavaScript.
Хоча стиль React Native має подібний синтаксис до CSS, він не використовує HTML або CSS. Натомість повідомлення з потоку JavaScript використовуються для маніпулювання нативними представленнями. Без React Native розробники повинні писати нативний код на мовах цільової платформи, таких як Java або Kotlin для Android, Objective-C або Swift для iOS і C++/WinRT або C# для Windows 10.
React Native також доступний як для Windows, так і для macOS, який наразі підтримує Microsoft.

## Приклад Привіт Світ
Програма Привіт Світ у React Native виглядає так:
```
import
 
{
 
AppRegistry
,
 
Text
 
}
 
from
 
'react-native'
;

import
 
*
 
as
 
React
 
from
 
'react'
;

const
 
HelloWorldApp
 
=
 
()
 
=>
 
{

  
return
 
<
Text
>
Привіт
 
Світ
!<
/Text>;

}

export
 
default
 
HelloWorldApp
;

AppRegistry
.
registerComponent
(
'Привіт Світ'
,
 
()
 
=>
 
HelloWorldApp
);

```

## Дивіться також
- React (бібліотека JavaScript)
- Xamarin
- Apache Cordova
- Flutter (програмне забезпечення)
- Qt (програмне забезпечення)